# 회의주의자 아그립파스
아그립파스(그리스어: Ἀγρίππας)는 기원후 1세기 말까지 살았던 회의주의 철학자이다. 확정된 지식의 불가능성을 규명한 회의 5조(그리스어: τρόποι, 영어: tropes)의 저자로 알려져 있다.

## 회의 5조
아그립파스의 회의 5조는 섹스투스 엠피리쿠스의 ⟪피론주의 개요⟫에서 전해진다. 섹스투스는 이 조문은 오직 "더욱 최근의 회의주의자들"이 작성했다고 하였고, 디오게네스 라에르티오스가 이 조문을 아그립파스가 작성했다고 하였다.
1. 반대 - 평범한 생애의 법칙과 철학자의 의견이 갖는 불확정성
2. 무한 진행 - 모든 근거는 이전의 근거를 필요로 한다. 이것은 무한이 반복된다.
3. 관계 - 모든 것의 관계는 변화하므로 또는 우리는 다른 시각으로 그것을 바라보므로 모든 것은 변화한다.
4. 가정 - 단언된 진리는 오직 가설일 뿐이다.
5. 순환 - 단언된 진리는 악순환을 포함한다.

첫 번째 조와 세 번째 조는 이전의 철학자의 근거였던 원래의 회의 10조의 요약이다. 나머지 세 개의 조는 회의주의적 체계의 진전과, 감각과 의견의 오류로부터 파생된 일반적인 거부로부터 더욱 추상적이고 형이상학적인 근거로의 이전을 보여준다.
프랑스의 철학자 빅토르 브로시아르(Victor Brochard)는 "회의 5조는 지금까지 제기된 회의주의 중에서도 가장 급진적이며 중요한 정리이다. 심지어 오늘날까지도 반박하기 어렵다."라고 하였다.

## 같이 보기
- 피론주의
- 섹스투스 엠피리쿠스